# 아라마리
아라마리(あらまり)는 일본의 성우 겸 가수이다. 본명은 아라이 마리코(新井真理子)이며, 8월 11일 생이다.
전문대학을 나온 뒤에 영양사 일을 했으며, 이후에 성우, 내레이터, 가수 등 목소리를 쓰는 일을 시작했다. 사운드 호라이즌과 레인 노트의 보컬리스트 멤버로서 노래를 불렀다. 성우로서는 ‘あらまり’, 가수로서는 ‘Aramary’로 명의를 표기한다.

## 활동
2002년부터 음악 프로젝트 사운드 호라이즌에 참여해서 노래를 불렀다. 프로젝트를 주재하는 Revo가 인터넷에 음악을 같이 만들 사람을 모집할 때, 이메일로 지원한 것이 첫 인연이라고 한다. 그렇게 두 번째 작품인 《Thanatos》부터 《Chronicle 2nd》까지 참여하며 프로젝트를 도왔다.
그 이후 2004년에 사운드 호라이즌이 메이저 데뷔할 때는 Revo와 함께 정식 멤버가 되었다. 메이저 데뷔 후에는 《Elysion ~낙원에의 전주곡~》과 《Elysion ~낙원 환상 이야기 모음곡~》을 노래했다. 또한 이 음반을 바탕으로 한 콘서트 《Elysion ~낙원퍼레이드에 어서오세요~》에서는 무대에 올라 실제로 노래하는 모습을 보여주었다. 하지만 이듬해인 2006년 3월 경에 갑작스레 사운드 호라이즌을 탈퇴하고 말았다.
사운드 호라이즌을 탈퇴한 이후에는 새로 조직된 음악 그룹인 ‘레인 노트(Rain Note)’의 보컬리스트 멤버가 되었다. 2007년에 낸 정규 앨범 《LIFE ~기도~》와 싱글 앨범 《Fellow》를 노래했다. 그러나 이 두 앨범을 끝으로 레인 노트도 더 이상 활동이 없다.

## 참여 작품
2001
- 드라마 CD 《우하우하 남자 기숙사 2》 ‘교장 선생님’ 역 연기.[1]
- 음반 《쉴 수 있는 곳, 깊이 잠들기 위한 주문》 ‘주인공’ 역 연기. (Lungwort Music)[2]

2002
- 음반 《네 마음에는 달걀만한 공동이 있다》 ‘주인공’ 역 연기. (Lungwort Music)[3]
- 음반 《Thanatos》 노래·연기. (사운드 호라이즌)
- 음반 《Lost》 노래·연기. (사운드 호라이즌)

2003
- 음반 《Pico Magic》 노래·연기. (사운드 호라이즌)
- 음반 《Pico Magic Reloaded》 노래·연기. (사운드 호라이즌)
- 게임 《파스텔 키친》 엔딩 주제가 〈여름맞이에는 여름 옷을〉 노래. (GIGA, 작사·작곡·편곡: Revo)[4]

2004
- 음반 《Chronicle 2nd》 노래·연기. (사운드 호라이즌)
- 음반 《Elysion ~낙원에의 전주곡~》 노래·연기. (사운드 호라이즌)
- 게임 《마법 소녀 모모루쨩과 얼굴 사냥 일기》 연기.[5]
- 게임 《라즈베리》 엔딩 주제가 〈추억은 여름의 길잡이〉 노래. (GIGA, 작사·작곡·편곡: Revo)[6]
- 애니메이션 《네토란몬 THE MOVIE》 엔딩 주제가 〈Link〉 노래. (작사·작곡·편곡: Revo)[7]

2005
- 음반 《Elysion ~낙원 환상 이야기 모음곡~》 노래·연기. (사운드 호라이즌)
- 만화 《리비아썬》의 이미지 앨범 《리바이어던: 종말을 고하는 짐승》 수록곡 중 〈소환이라 불리는 의식〉, 〈사형집행〉 노래. (작사·작곡·편곡: Revo)[8]
- 애니메이션 《우대 접대: scene-2 고도의 극락에 어서오세요》 엔딩 주제가 〈Progress〉 노래. (milky, 작사: mina, 작곡: 菊池ただし)[9]

2006
- 애니메이션 《봉신연의 ~나타쿠의 대모험~》 ‘나타쿠’ 역 연기.[10]
- 경시청 제작 영상 《지키면 안심 인터넷》 ‘넷츄’ 역 연기.[11]

2007
- 음반 《LIFE ~기도~》 노래. (레인 노트)[12]
- 음반 《Fellow》 노래. (레인 노트)
- 게임 《아가씨조곡 -Sweet Concert-》 오프닝 주제가 〈달링 달링〉 노래. (작사·작곡: Sakurane, 편곡: 坂本裕介)[13]

2008
- 음반 《MILDE-SOLTE ~constructed minds~》 ‘피오나 숀’ 역 연기. (Luna-Haze)[14]

2009
- 음반 《Dies=Nova》 ‘안셈’ 역 연기. (Luna-Haze)[15]
- 게임 《L2 Love×Loop》 ‘에와’ 역 연기.

2010
- 여자 프로 야구 웹사이트에서 공개하는 다이제스트 영상 해설. (2010)[16]